# Tournoi de tennis de Rouen
Le tournoi de tennis de Rouen est un tournoi de tennis féminin du circuit professionnel WTA qui se joue sur Terre Battue en intérieur.
Il est créé en 2022 pour rejoindre les tournois classés en WTA 125. En 2024, le tournoi est promu en catégorie WTA 250.

## Palmarès

### Simple
| No | Date       | Nom et lieu du tournoi           | Catégorie | Dotation  | Surface      | Vainqueure        | Finaliste         | Score         |         |
| -- | ---------- | -------------------------------- | --------- | --------- | ------------ | ----------------- | ----------------- | ------------- | ------- |
| 1  | 17-10-2022 | Open de Rouen Capfinances, Rouen | WTA 125   | 115 000 $ | Dur (int.)   | Maryna Zanevska   | Viktorija Golubic | 7-66, 6-1     | Tableau |
| 2  | 09-10-2023 | Open de Rouen Capfinances, Rouen | WTA 125   | 115 000 $ | Dur (int.)   | Viktorija Golubic | Erika Andreeva    | 6-4, 6-1      | Tableau |
| 3  | 15-04-2024 | Open de Rouen Capfinances, Rouen | WTA 250   | 267 082 $ | Terre (int.) | Sloane Stephens   | Magda Linette     | 6-1, 2-6, 6-2 | Tableau |
| 4  | 14-04-2025 | Open de Rouen Capfinances, Rouen | WTA 250   | 275 094 $ | Terre (int.) | Elina Svitolina   | Olga Danilović    | 6-4, 7-68     | Tableau |

### Double
| No | Date       | Nom et lieu du tournoi          | Catégorie | Dotation  | Surface      | Vainqueures                          | Finalistes                       | Score     |         |
| -- | ---------- | ------------------------------- | --------- | --------- | ------------ | ------------------------------------ | -------------------------------- | --------- | ------- |
| 1  | 17-10-2022 | Open de Rouen Capfinances Rouen | WTA 125   | 115 000 $ | Dur (int.)   | Natela Dzalamidze Kamilla Rakhimova  | Misaki Doi Oksana Kalashnikova   | 6-2, 7-5  | Tableau |
| 2  | 09-10-2023 | Open de Rouen Capfinances Rouen | WTA 125   | 115 000 $ | Dur (int.)   | Maia Lumsden Jessika Ponchet         | Anna Bondár Kimberley Zimmermann | 6-3, 7-64 | Tableau |
| 3  | 15-04-2024 | Open de Rouen Capfinances Rouen | WTA 250   | 267 082 $ | Terre (int.) | Tímea Babos Irina Khromacheva        | Naiktha Bains Maia Lumsden       | 6-3, 6-4  | Tableau |
| 4  | 14-04-2025 | Open de Rouen Capfinances Rouen | WTA 250   | 275 094 $ | Terre (int.) | Aleksandra Krunić Sabrina Santamaria | Irina Khromacheva Linda Nosková  | 6-0, 6-4  | Tableau |